# Ton Sirera
Ton Sirera i Jené (Barcelona, 4 de maig de 1911- Lleida, Segrià, 1975) fou un fotògraf català.

## Biografia
Odontòleg de professió, reporter gràfic, pintor, pilot d'avioneta, geògraf i botànic afeccionat, Ton Sirera fou un personatge clau a l'hora de parlar de la reactivació cultural i artística a Lleida entre els anys 1940 i 1960, i un dels pocs autors que van introduir la fotografia abstracta i experimental a l'Estat espanyol.
Ton Sirera Jené neix el 4 de maig de 1911 a Barcelona. Estudiant de Filosofia i Lletres i Medicina entre els anys 1933 i 1935, la seva amistat de joventut amb l'escultor Eudald Serra li obrirà les portes de la modernitat i el connectarà amb les avantguardes artístiques i el moviment ADLAN (Amics De l'Art Nou). L'any 1935 Ton Sirera s'estableix a Lleida, ciutat originària de la seva família materna, on exercirà com a odontòleg.
Cap a la dècada dels anys quaranta — paral·lelament a la seva carrera professional— Sirera s'inicia en la pràctica cinematogràfica, conjuntament amb el seu germà Jordi, catedràtic de ciències naturals i farmàcia. Tots dos, com a socis fundadors del Centre Excursionista de Lleida en la seva segona època i, en el cas de Ton Sirera, també com a president de la secció d'esquí, realitzaran diversos reportatges documentals al voltant de temàtiques clàssiques de l'època, com ara els viatges i l'excursionisme.
L'afany aventurer de Ton Sirera el durà a la recerca de noves i innovadores maneres de fotografiar el paisatge que, l'any 1946, es materialitzaran amb l'inici dels seus treballs en el camp de la fotografia aèria.

### Arxiu Sirera Jené
El 1947 es publica el llibre Árboles, amb fotografies i textos de Ton i Jordi Sirera respectivament. Un catàleg il·lustrat de les principals espècies d'arbres de Catalunya, on les fotografies de Ton Sirera, properes als conceptes propis del moviment de la Nova Objectivitat, albiren el que seran els seus treballs posteriors en el camp de l'abstracció a partir d'imatges extretes directament de la natura. Aquests intensos anys de recerca conjunta per part dels dos germans Sirera fructificaran amb la creació, l'any 1949, de l'Arxiu Fotogràfic Sirera Jené, nascut amb l'objectiu de recopilar el màxim nombre de fotografies de Catalunya des de l'aire i des de terra.

### París
El 1950 Ton Sirera realitza una llarga estada a París, on coneixerà l'artista Joan Vila Casas, amb qui establirà forts vincles personals i artístics, i acabarà compartint molts dels seus plantejaments estètics. Fruit d'aquesta relació, l'obra de Sirera s'aproparà al moviment Informalista —des del vessant més experimental que li proporcionen els jocs d'imatges microscòpiques i la descontextualització de parts de la nostra realitat quotidiana— per a conviure, de forma paral·lela, amb les aportacions dels seus pintors.

### Pintura
Malgrat fou la pràctica fotogràfica allò al que Ton Sirera dedicava més temps i esforços, la permeabilitat natural del seu caràcter a qualsevol tipus de manifestació artística l'apropà també al món de la pintura. Així, entre els anys 1954 i 1957, s'endinsa en la tècnica de l'aquarel·la de la mà del seu amic Ernest Ibáñez, en un camí paral·lel que mai abandonarà del tot.

### Cinema
Entre els anys 1955 i 1960 Ton Sirera forma part del nucli de cineastes que fundaran la Agrupación del Cine Amateur (ACA) i el Cine-club de Lérida, aquest darrer nascut en el si de la institució anterior i caracteritzat per la seva tasca de difusió de l'art cinematogràfic i per la propagació del fenomen cineclub a les comarques de Ponent. Una de les seves primeres produccions fou una pel·lícula de l'any 1956, realitzada a París, en què apareixia el mateix Joan Vila Casas.
L'any 1957 participa, amb algunes aquarel·les, en una exposició col·lectiva celebrada a l'Institut Francès de Barcelona que, sota el nom de Grupo de Pintura Actual, mostrava obres d'Albert Coma Estadella, Lluís Trepat, Leandre Cristòfol, Victòria Giné, Ernest Ibàñez, Jaume Minguell, Víctor P. Pallarés i Núria Quílez.
Tot i això, és durant aquest any en què Ton Sirera comença a definir una fotografia encara més propera a les inquietuds informalistes de què fèiem esment abans a partir, sobretot, de l'experimentació amb l'ús de la macrofotografia i de la utilització de la fotografia aèria amb finalitats purament plàstiques. Tots dos casos, instruments al servei de l'autor per cercar, paradoxalment, l'abstracció a través de mitjans de representació realista.
L'any 1958 es casa amb Maria Soler, filla d'un antic company de carrera, amb qui tindrà dos fills, Pere i Joan Sirera Soler.

### Exposició a la Sala Aixelà
Dos anys més tard, del 13 al 29 de febrer de 1960, es produeix una de les grans fites en la trajectòria artística de Ton Sirera: la realització d'una exposició individual a la Sala Aixelà de Barcelona on exposarà una sèrie de fotografies de líquens i escorces muntades sobre bastidors, talment com si es tractés d'unes pintures. Aquesta forma de presentació pública, i les dimensions de les còpies (entre 77 x 58 i 150 x 100 cm) potenciava fins a límits insospitats els valors intrínsecs de les imatges, situant-les en un pla de representació que allunyava la fotografia del seu significat més documental per apropar-la a la concepció clàssica d'obra d'art. La invitació de la mostra incloïa una petita epístola de Sebastià Gasch que, més endavant, el mateix autor afegiria dins un altre article més ampli, publicat en el llibre Antonio Sirera (Barcelona, 1960). L'opuscle contenia l'esmentat text de Sebastià Gasch i dotze còpies fotogràfiques de Ton Sirera. Curiosament, aquesta mena de llibre sense relligar no arribà a distribuir-se mai, i ara com ara constitueix una petita joia de col·leccionista.
De forma anàloga a les recerques en el camp de la fotografia abstracta, durant els primers anys de la dècada dels seixanta els esforços de Ton Sirera se centraran en la creació cinematogràfica experimental des de dos vessants: l'abstracció i el conceptualisme. De la primera cal destacar la sèrie de films Abstracte (1959), Pintura 62-63. Sang i sorra (1962) —Premi Nacional de Pintura Amateur 1962— o Pintura 1962-63 (1963). De la segona, treballs com ara Crim 64 (1964) —Fortí de Plata del I Festival Internacional de Cine Amateur de Cala d'Or de l'any 1965— o Bumerang (1965). Al bell mig, petits rara avis on el cineasta demostra la seva capacitat per descontextualitzar i dotar de nous significats el seu entorn més proper: Història d'una gota d'aigua o EI balcó en són dos clars exemples.
Paral·lelament a tot plegat, i com a prova d'aquesta multipluralitat disciplinar que feia gala Ton Sirera, l'any 1962 algunes de les seves pintures s'exposen al Centre de Lectura de Reus, juntament amb obres d'Antoni Abad Gil, Leandre Cristòfol, Ernest Ibáñez, Àngel Jové, Víctor P. Pallarés, Lluís Trepat i Albert Vives entre d'altres, en una exposició col·lectiva d'artistes del Cercle de Belles Arts de Lleida. I, dos anys més tard, concretament el 1964, obté el tercer lloc al Premi de Pintura Maria Vilaltella del Cercle de Belles Arts, darrere d'Albert Vives i Àngel Jové, primer i segon premis respectivament.
Continuant amb la tasca de recerca fotogràfica i arxiu documental, l'any 1967 una sèrie de fotografies de l'Arxiu Sirera Jené es publiquen en diversos volums de la col·lecció Terres i homes dels Països Catalans (Editorial Labor) 
L'any 1968 es crea la Petite Galerie, una galeria d'art alternatiu al si de l'Alliance Française que dirigien Jaume Magre i la seva dona Roser Ferran. Després del Cercle de Belles Arts, la figura de Ton Sirera es vincula directament a aquest espai i al grup d'artistes i gent de la cultura que s'hi agrupaven, especialment al mateix Jaume Magre, Leandre Cristòfol, Lluís Trepat, Àngel Jové i Josep Vallverdú, amb qui Sirera mantindrà durant tota la seva vida una important amistat en l'àmbit personal i creatiu. I és que els escrits de Vallverdú, en consonància rítmica i vital amb les fotografies de Sirera esdevindran, al llarg dels anys, “la veu” darrere la imatge.
Aquest mateix any, Sirera realitza sengles exposicions a la Petite Gallerie. Una d'individual, “11 retrats de Ton Sirera”, on exposa una sèrie de retrats de Leandre Cristòfol, Àngel Jové, Albert Coma Estadella, Jaume Magre, Lluís Trepat, Mestre Tonet, Josep Moragues, Víctor Siurana, Maria Soler, Joan Vila Casas i Guillem Viladot, i una de col·lectiva, “París vu par Ernest Ibáñez”, on mostra la seva particular visió de la capital francesa juntament amb el mateix Ibáñez, Lluís Trepat, Albert Coma Estadella i Víctor P. Pallarés.
Més enllà del seu vessant experimental i avantguardista, Ton Sirera fou també un fotògraf dotat d'una extraordinària percepció del paisatge i del patrimoni humà que el conforma. I l'exemple més clar i reeixit d'això és la sèrie de fotografies que publicarà per il·lustrar vuit dels deu volums que configuren la col·lecció Catalunya Visió (Editorial Tàber, 1968), acompanyades pels textos de Josep Vallverdú.

### Anys 70
Amb l'arribada de la dècada dels setanta, Sirera reprèn la seva trajectòria de cineasta amateur i es fa càrrec, com a president, de les activitats del Cineclub Huracans, fundat com a secció cinematogràfica del Club Deportivo Huracanes el març de 1967. Posteriorment forma part, també, de la secció de cinema del Centre Excursionista de Lleida.
Cap a començaments de la dècada dels setanta col·labora en la fundació de l'Aeroclub Lleida i, el 1972, participa activament en la creació de la Societat Fotogràfica de Lleida, en el si de la qual presentarà, aquell mateix any, una mostra individual titulada “Ton Sirera, ahir i avui”. L'any 1973 prepara les il·lustracions que es publicaran més tard en el llibre Els Rius de Lleida (Destino, 1976), altre cop amb textos de Josep Vallverdú i participa en l'exposició homenatge al Baratillo de Lleida, amb una sèrie de fotografies de gran format acolorides per Àngel Jové.
Ton Sirera mor a Lleida l'1 de juliol de 1975 a l'edat de 64 anys.

## Obra a museus
La seva fotografia Liquen sobre roca forma part de la col·lecció permanent de fotografia del Museu Nacional d'Art de Catalunya.
Els fons del Museu d'Art Jaume Morerade Lleida contenen 49 obres d'aquest artista: 43 fotografies i 6 pel·lícules.
La família de l'artista, a través de l'Arxiu Ton Sirera, és qui guarda la seva obra i gestiona el seu llegat.

## Exposicions
- 2011- Ton Sirera. La mirada abstracta. Col·lecció del Museu d'Art Jaume Morera. Del 10 de març al 12 de juny de 2011[22]

## Premis i reconeixements
El Premi de Fotografia Ton Sirera porta el seu nom en honor de la seva tasca.

## Llibres publicats
- 1947 - Árboles Lleida
- 1950 - Guía de Mallorca, Menorca e Ibiza Barcelona: Editorial Destino
- 1958 - Geografia de Catalunya Barcelona: Editorial Aedos
- 1960 - Antonio Sirera Barcelona
- 1967 - Terres i homes del Països Catalans. La montaña Barcelona: Editorial Labor
- 1968 - Catalunya Visió Vol. 1, 2, 3, 4. Barcelona: Editorial Tàber
- 1969 - Catalunya Visió Vol. 7, 8. Barcelona: Editorial Tàber
- 1972 - Viatge entorn de Lleida Barcelona: Editorial Selecta
- 1973 - Catalunya Visió Vol. 9, 10. Barcelona: Publicacions de l'Abadia de Montserrat
- 1976 - Els rius de Lleida Barcelona: Editorial Destino.
- 2000 - Ton Sirera Barcelona: Generalitat de Catalunya
- 2011 - Catalunya Visió Vic: Arts Santa Mònica; Eumo Editorial; Museu d'Art Jaume Morera
- 2011 - Pel món amb Ton Sirera Lleida: Edicions La Clamor